# 栃木県道299号西川田停車場線

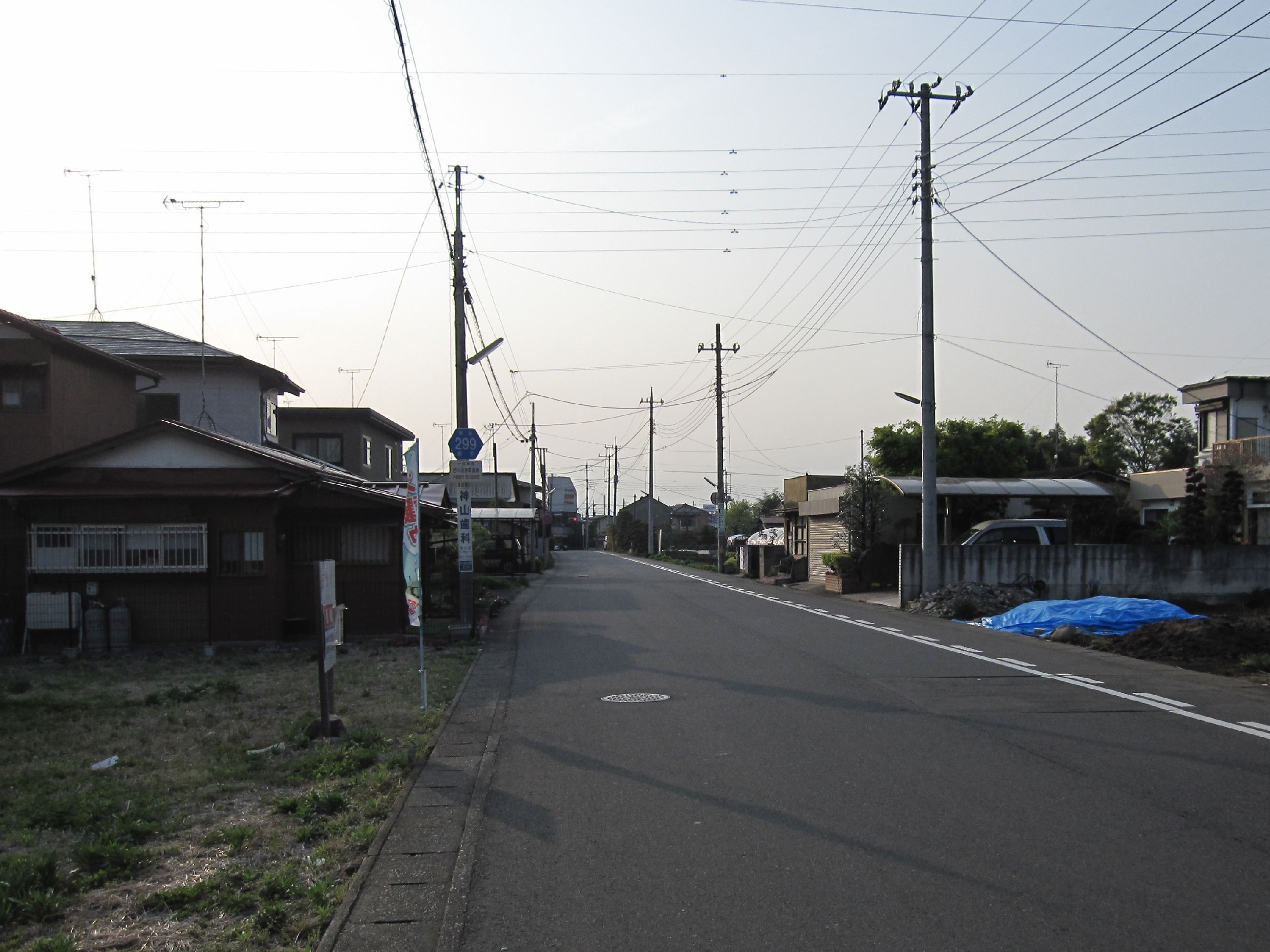
起点付近より終点方向を望む

栃木県道299号西川田停車場線（とちぎけんどう299ごう にしかわだていしゃじょうせん）は、栃木県宇都宮市に位置する一般県道である。

## 概要
宇都宮市南部、東武宇都宮線 西川田駅から栃木街道までを連絡する道路。西川田駅前交差点から終点の西川田駅入口交差点までは栃木街道の旧道である。現在の幕田バイパス開通及び旧道の県道指定解除に伴い、旧道区間の一部が本路線に追加指定されている。

## 路線データ
- 総延長：0.795km
- 起点：栃木県宇都宮市西川田本町2丁目（西川田停車場）
- 終点：栃木県宇都宮市西川田町（西川田駅入口交差点＝栃木県道2号宇都宮栃木線交点）
- 認定：1961年（昭和36年）4月1日

## 沿線施設
- 東武宇都宮線 西川田駅
- 光音寺
- 軽自動車検査協会栃木事務所